# 日和佐郵便局
日和佐郵便局（ひわさゆうびんきょく）は、徳島県海部郡美波町にある郵便局。民営化前の分類では集配特定郵便局であった。

## 概要
住所：〒779-2399 徳島県海部郡美波町日和佐浦119-4

## 沿革
- 1872年8月4日（明治5年7月1日） - 日和佐郵便取扱所として開設[1]。
- 1875年（明治8年）1月1日 - 日和佐郵便局（五等）となる。
- 1881年（明治14年） - 為替・貯金取扱を開始。
- 1897年（明治30年）3月16日 - 日和佐郵便電信局となる。
- 1903年（明治36年）4月1日 - 通信官署官制の施行に伴い日和佐郵便局となる。
- 1951年（昭和26年）4月1日 - 電気通信業務の取扱を、新設の日和佐電報電話局に移管[2]。
- 1955年（昭和30年）6月1日 - 電話通話事務の取扱を開始[3]。
- 1956年（昭和31年）10月1日 - 和文電報受付事務の取扱を開始。
- 2007年（平成19年）10月1日 - 民営化に伴い、併設された郵便事業阿南支店日和佐集配センターに一部業務を移管。
- 2012年（平成24年）10月1日 - 日本郵便株式会社発足に伴い、郵便事業阿南支店日和佐集配センターを日和佐郵便局に統合。

## 取扱内容
- 郵便、印紙、ゆうパック、内容証明
- 貯金、為替、振替、振込、国際送金、国債
- 生命保険、バイク自賠責保険
- 宝くじの販売
- ゆうちょ銀行ATM
- 海部郡美波町内の一部地域（旧日和佐町域：〒779-23xx）の集配業務

## 周辺
- 美波町役場（旧日和佐町役場）
- 美波町立日和佐小学校
- 大浜海岸
- 日和佐うみがめ博物館
- 国道55号
- 日和佐川

## アクセス
- JR牟岐線 日和佐駅から北東へ約700m（徒歩約8分）
- 南部バス 日和佐本町停留所下車
- 徳島県道195号日和佐港線沿い
- 駐車場なし